# Lin Fang-an
Lin Fang-an (chinesisch 林方安, Pinyin Lin Fangan; * 16. Mai 2005) ist eine taiwanische Tennisspielerin.

## Karriere
Lin begann mit acht Jahren das Tennisspielen und bevorzugt Hartplätze. Sie spielt vor allem Turniere der ITF Women’s World Tennis Tour, wo sie bislang vier Titel im Doppel gewinnen konnte.

## Turniersiege

### Doppel
| Nr. | Datum              | Turnier             | Kategorie | Belag     | Partnerin   | Finalgegnerin                      | Ergebnis          |
| --- | ------------------ | ------------------- | --------- | --------- | ----------- | ---------------------------------- | ----------------- |
| 1.  | 2. Dezember 2023   | Scharm asch-Schaich | ITF W15   | Hartplatz | Kim Yu-jin  | Alissa Kjummel Jekaterina Makarowa | 6:4, 7:65         |
| 2.  | 21. September 2024 | Fuzhou              | ITF W50   | Hartplatz | Lee Ya-hsin | Cho I-hsuan Cho Yi-tsen            | 6:3, 6:4          |
| 3.  | 28. September 2024 | Yeongwol            | ITF W15   | Hartplatz | Lee Ya-hsin | Jeong Su-nam Ye Qiuyu              | 6:4, 6:76, [10:6] |
| 4.  | 16. August 2025    | Lu’an               | ITF W15   | Hartplatz | Kim Da-bin  | Huang Yujia Xiao Zhenghua          | 5:7, 6:3, [10:5]  |